# Gare de Dale
La gare de Dale est une gare ferroviaire sur la Ligne de Bergen. La station est située dans le village de Dale dans la commune de Vaksdal du comté de Vestland.

## Histoire
La Halte de Dale est ouverte en 1883 lorsque la ligne de Voss est inaugurée. Elle dessert alors les usines textiles de Dale, une voie de 400 mètres allait d'ailleurs jusqu'à celles-ci.
La halte devient une gare en 1888. Le bâtiment actuel est l'ancienne gare de Voss, construite en 1882. Elle a été démontée et remontée à Dale en 1909, avant un remaniement en 1957.
La gare est contrôlée à distance depuis le 1er juin 1980. Les trains de circulant entre Bergen et Voss ou Myrdal, ainsi que certains trains entre Bergen et Oslo s'y arrêtent.

## Projet
Un projet d'amélioration des voies a été présenté en 2019. Une passerelle permettant aux passagers de traverser les voies en toutes sécurité est prévue pour 2021. Les quais seront reconstruits et allongés pour mieux accueillir en 2022 les Stadler Flirt assurant l'essentiel du trafic sur la ligne de Voss (une sous-division de la ligne de Bergen).